# Bâtiment administratif de la société Uniprom à Novi Pazar
Le bâtiment administratif de la société Uniprom à Novi Pazar (en serbe cyrillique : Зграда "Митрополија" у Новом Пазару ; en serbe latin : Upravna zgrada "UNIPROMA" u Novom Pazaru) se trouve à Novi Pazar, dans le district de Raška, en Serbie. Il est inscrit sur la liste des monuments culturels protégés de la république de Serbie (identifiant no SK 898),,.

## Présentation
Le bâtiment a été construit pour servir de résidence à la famille Čavić en 1911, sur le modèle d'un immeuble résidentiel de Salonique (Solun),. Destiné au logement, il a dès le début abrité des cours pour les élèves du niveau élémentaire et cela jusque dans les années 1960,. Il a alors été acheté par la société Sloboda, qui est aujourd'hui devenue la société Uniprom, ; cette société, cotée à la bourse de Belgrade, commercialise du petit matériel électrique.
De plan carré, le bâtiment est doté d'un couloir central et d'un escalier en bois,. Les façades sont décorées dans le style néo-classique et ornées de piliers, de cordons, de corniches, de balustrades et de tympans, ainsi que d'ouvertures de fenêtres profilées,.